# ムニンアオガンピ
ムニンアオガンピ（無人青雁皮、学名：Wikstroemia pseudoretusa ）は、ジンチョウゲ科アオガンピ属の常緑低木。別名、オガサワラガンピ（小笠原雁皮）。

## 特徴
ふつう樹高は0.5-2mになるが、林内には2mを超えるものもある。よく分枝し、若い枝には淡褐色の毛が密生し、毛は2-3年宿存する。幹の樹皮は紫褐色で、縦じわがある。葉はほとんど無柄で密に対生し、枝先に集まる傾向がある。葉身は長さ1.5-10cm、幅1-4cm、形は楕円状倒卵形ないし長楕円形で、先端は円く、ときにやや凹み、基部はくさび形となる。縁は全縁、葉の表面は緑色、裏面は淡色で、7-9対の葉脈が目立つ。
花期は主として7-9月。茎先に筒型の黄色い花を4-8個つける。花冠にみえる萼筒は長さ6-7mm、花冠裂片にみえる萼裂片は4片に割れ、長さ3-4mmになる。雄蕊は8本あり、萼筒の内側につく。子房は短い柄があり、柱頭は小さい。果実は液果で長さ5-7mmになる卵形体で赤く熟し、光沢があり長毛をまばらにつける。
雌雄異株で、雌花にある雄蕊に葯の痕跡があるが、花粉はつくられない。また、雄花には雌蕊があるが柱頭がなく、結実もしない。

## 分布と生育環境
小笠原諸島の固有種。父島列島、母島列島に分布し、尾根付近のやや乾燥した向陽の地や岩礫地に生育する。
和名のムニンアオガンピ（無人青雁皮）は、小笠原諸島の古い呼称の「無人島（ムニンジマ）」に産することにちなむ。

## ギャラリー
- 花冠状の萼筒。

## 保全状況評価
準絶滅危惧（NT）（環境省レッドリスト）
2000年のレッドデータまでは、絶滅危惧II類(VU)。